# Gare de Chaponval
Gare de Chaponval vasútállomás Franciaországban, Auvers-sur-Oise településen.

## Vasútvonalak
Az állomást az alábbi vasútvonalak érintik:
- Pierrelaye-Creil-vasútvonal

## Kapcsolódó állomások
A vasútállomáshoz az alábbi állomások vannak a legközelebb:
- Gare d’Auvers-sur-Oise (Gare de Persan - Beaumont, Transilien H)
- Gare de Pont-Petit (Gare de Pontoise, Transilien H)